# Хейккинен, Маркус
Маркус Хейккинен (фин. Markus Heikkinen; род. 13 октября 1978, Катринехольм, Швеция) — финский футболист, выступавший на позиции опорного полузащитника.

## Клубная карьера

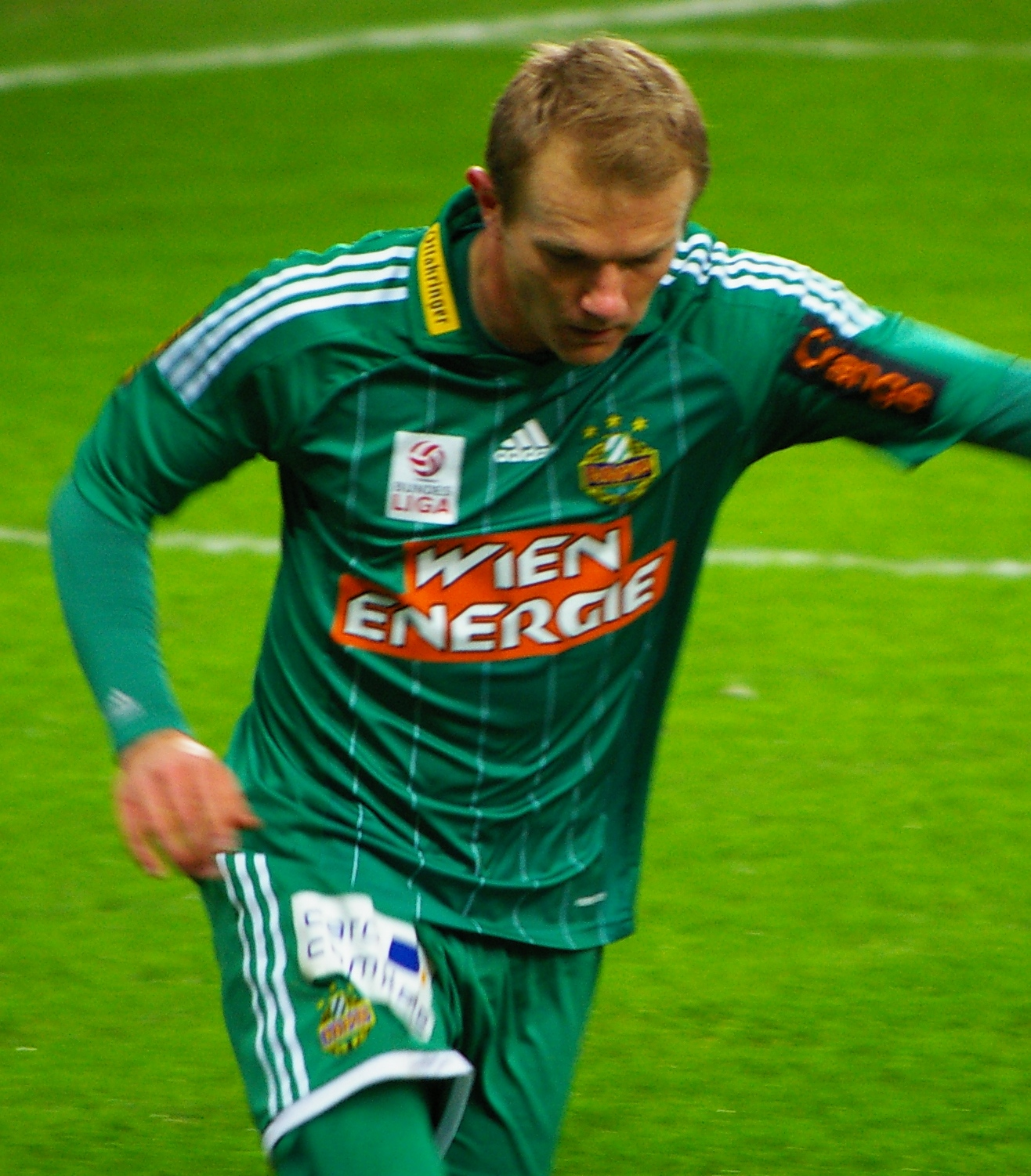
Хейккинен в составе «Рапида»

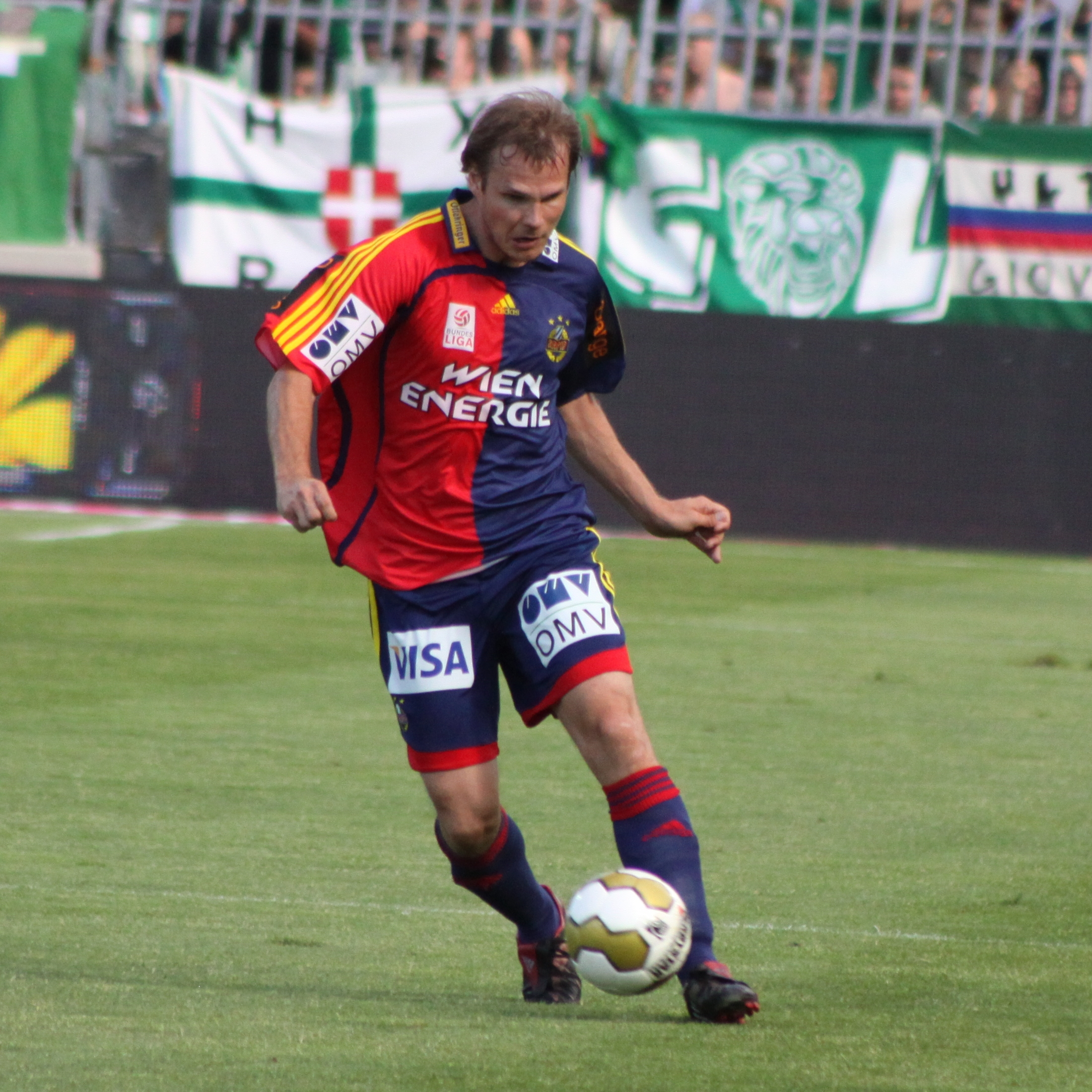
Хейккинен в матче австрийской Бундеслиги

Хейккинен родился в Швеции, но свою карьеру начал в Финляндии в клубе второго дивизиона «ОПС Оулу». В 1996 году он дебютировал за команду, но уже по окончании сезона перешёл в клуб первого дивизиона «ТПС». В первом же сезоне Маркус помог команде занять четвёртое место. После он на протяжении двух сезонов выступал за «МюПа-47», но особого успеха не добился. В 2000 году Хейккинен перешёл в столичный «ХИК» с которым в первом же сезоне стал обладателем Кубка Финляндии, а через два года выиграл чемпионат. В 2003 году Маркус на правах аренды переехал в английский «Портсмут», но сыграл всего в двух матчах, поэтому в том же году принял приглашение шотландского «Абердина». В Шотландии Хейккинен был футболистом основного состава и в 2005 году помог команде занять четвёртое место в чемпионате.
Летом 2005 года он подписал контракт с клубом Чемпионшипа «Лутон Таун». В сезоне 2005/2006 Хейккинен был признан футболистом года в клубе. После вылета команды в 1 лигу, Маркус перешёл в венский «Рапид». Уже в первом сезоне он выиграл австрийскую Бундеслигу.
В 2013 году после 6 лет в Австрии, Маркус перешёл в норвежский «Старт». 25 августа в матче против «Олесунна» он дебютировал в Типпелиге. В этом же поединке Хейккинен забил свой первый гол за «Старт». В начале 2014 года Маркус вернулся на родину в ХИК. В начале 2016 года Хейккинен присоединился к «АС Оулу». 24 апреля в матче против «Гранкуллы» он дебютировал за новую команду.

## Международная карьера
4 января 2002 в товарищеском матче против сборной Бахрейна Хейккинен дебютировал за сборную Финляндии. Он был одним из лучших опорных полузащитников Финляндии. В 2010 году после того, как Ханну Тихинен завершил карьеру, Маркус был переведен на позицию центрального защитника. Хейккинен принимал участие отборочных компаниях к чемпионатам Мира 2006, 2010 и чемпионатам Европы 2008 и 2012. В 2011 году завершил карьеру в национальной команде.

## Достижения
Командные
 «ХИК»
- Чемпионат Финляндии по футболу — 2002
- Обладатель Кубка Финляндии — 2000

 «Рапид»
- Чемпионат Австрии по футболу — 2007/2008